# کلاوس مان
کلاوس مان (به آلمانی: Klaus Mann) (زاده ۱۸ نوامبر ۱۹۰۶ — درگذشته ۲۱ مه ۱۹۴۹) نویسنده آلمانی و پسر توماس مان بود. او بر اثر مصرف بیش از حد آرام‌بخش درگذشت.